# Dongola (Ilinóis)
Dongola é uma vila localizada no estado americano de Illinois, no Condado de Union.

## Demografia
Segundo o censo americano de 2000, a sua população era de 806 habitantes.
Em 2006, foi estimada uma população de 802, um decréscimo de 4 (-0.5%).

## Geografia
De acordo com o United States Census Bureau tem uma área de
3,0 km², dos quais 2,9 km² cobertos por terra e 0,1 km² cobertos por água.

## Localidades na vizinhança
O diagrama seguinte representa as localidades num raio de 16 km ao redor de Dongola.